# Excelsior Rotterdam in het seizoen 2021/22 (vrouwen)
Het seizoen 2021/2022 was het vijfde jaar in het bestaan van de Rotterdamse vrouwenvoetbalclub Excelsior. De club kwam uit in de Eredivisie en eindigde op de negende plaats. In het toernooi om de KNVB beker reikte de ploeg tot de halve finale. Hierin was Ajax te sterk met 1–0.

## Wedstrijdstatistieken

### Eredivisie
|                       | ADO Den Haag | Ajax      | Alkmaar   | Feyenoord | sc Heerenveen | PEC Zwolle | PSV       | FC Twente |
| --------------------- | ------------ | --------- | --------- | --------- | ------------- | ---------- | --------- | --------- |
| Thuis                 | 0 – 5        | 1 – 7     | 2 – 1     | 1 – 2     | 2 – 2         | 2 – 1      | 3 – 3     | 1 – 9     |
| Uit                   | 4 – 2        | 2 – 0     | 5 – 1     | 3 – 2     | 1 – 1         | 3 – 0      | 1 – 0     | 7 – 1     |
| Derde competitieronde | 3 – 4 (T)    | 2 – 8 (T) | 2 – 2 (U) | 2 – 0 (U) | 3 – 0 (U)     | 1 – 2 (T)  | 1 – 1 (U) | 0 – 5 (T) |

### KNVB beker
| Achtste finale                                                                   | VV Bavel            | 1 – 4 (0 – 3) | Excelsior                                                          |
| 30 januari 2022 Aanvangstijd: 14.30 uur Plaats: Bavel Sportpark De Roosberg      | Daisy Stoffelen 86' |               | 2', 30' Daniëlle Noordermeer 13' Nikki Ridder 81' (e.d.) Isa Zomer |
| Kwartfinale                                                                      | sc Heerenveen       | 1 – 2 (1 – 1) | Excelsior                                                          |
| 8 maart 2022 Aanvangstijd: 19.30 uur Plaats: Heerenveen Sportcomplex Nieuwehorne | Dana Foederer 38'   |               | 10' Nikki Ridder 47' Naomi Piqué                                   |
| Halve finale                                                                     | Ajax                | 1 – 0 (0 – 0) | Excelsior                                                          |
| 19 maart 2022 Aanvangstijd: 19.30 uur Plaats: Amsterdam De Toekomst              | Chasity Grant 52'   |               |                                                                    |

## Statistieken Excelsior 2021/2022

### Eindstand Excelsior in de Nederlandse Eredivisie Vrouwen 2021 / 2022
| Stand | Gespeeld | Gewonnen | Gelijk | Verloren | Punten | Doelpunten voor | Doelpunten tegen | Gele kaarten | Rode kaarten |
| ----- | -------- | -------- | ------ | -------- | ------ | --------------- | ---------------- | ------------ | ------------ |
| 9e    | 24       | 2        | 5      | 17       | 11     | 28              | 83               | 19           | 0            |

### Topscorers
| #      | Naam                     | Goal |
| ------ | ------------------------ | ---- |
| 1.     | Sabrine Ellouzi          | 7    |
| 2.     | Daniëlle Noordermeer     | 4    |
| 3.     | Lieve van Vliet          | 3    |
| 4.     | Fréderique Nieuwland     | 2    |
| 4.     | Naomi Piqué              | 2    |
| 4.     | Nikki Ridder             | 2    |
| 7.     | Iris van Bokhoven        | 1    |
| 7.     | Stephanie Coelho Aurélio | 1    |
| 7.     | Rachel Kleine            | 1    |
| 7.     | Beau Rijks               | 1    |
| 7.     | Britt Udink              | 1    |
| 7.     | Angela Versluis          | 1    |
| Totaal | Totaal                   | 28   |

| #              | Naam                 | Goal |
| -------------- | -------------------- | ---- |
| 1.             | Daniëlle Noordermeer | 2    |
| 1.             | Nikki Ridder         | 2    |
| 3.             | Naomi Piqué          | 1    |
| Eigen doelpunt |                      |      |
| 1.             | Isa Zomer (VV Bavel) | 1    |
| Totaal         | Totaal               | 6    |

### Kaarten
| #      | Naam                     | Kreeg geel |
| ------ | ------------------------ | ---------- |
| 1.     | Daniëlle Noordermeer     | 3          |
| 1.     | Rachel Kleine            | 3          |
| 1.     | Angela Versluis          | 3          |
| 4.     | Joy Kersten              | 2          |
| 4.     | Beau Rijks               | 2          |
| 6.     | Stephanie Coelho Aurélio | 1          |
| 6.     | Sabrine Ellouzi          | 1          |
| 6.     | Yentl van Goch           | 1          |
| 6.     | Lieke Huijsmans          | 1          |
| 6.     | Britt Udink              | 1          |
| 6.     | Lieve van Vliet          | 1          |
| Totaal | Totaal                   | 19         |

| #      | Naam           | Kreeg voor de tweede keer geel en dus rood |
| ------ | -------------- | ------------------------------------------ |
| –      | Geen speelster | 0                                          |
| Totaal | Totaal         | 0'                                         |

| #      | Naam           | Weggestuurd |
| ------ | -------------- | ----------- |
| –      | Geen speelster | 0           |
| Totaal | Totaal         | 0'          |

## Voetnoten
ADO Den Haag · 
Ajax · 
VV Alkmaar · 
Excelsior · 
Feyenoord · 
sc Heerenveen · 
PEC Zwolle · 
PSV · 
FC Twente